# Лабартет
Лабарте́т (фр. Labarthète) — коммуна во Франции, находится в регионе Юг — Пиренеи. Департамент — Жер. Входит в состав кантона Рискль. Округ коммуны — Миранд.
Код INSEE коммуны — 32170.

## География

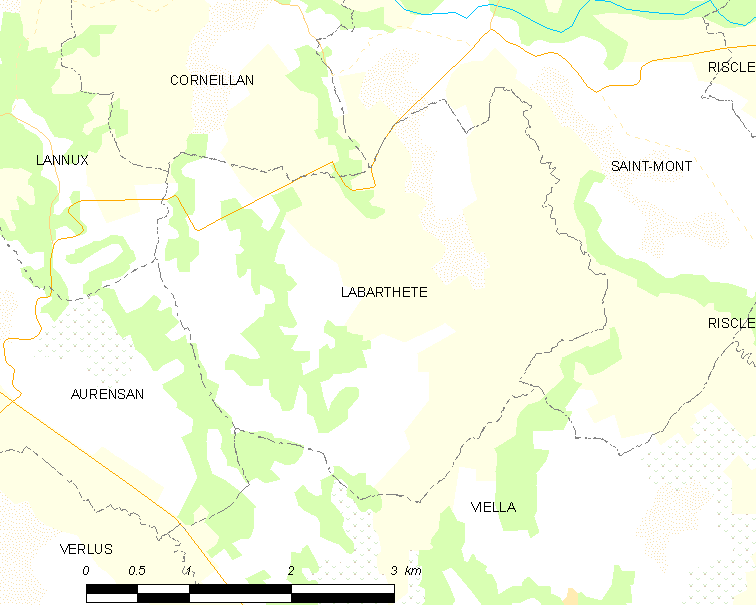
Карта коммуны

Коммуна расположена приблизительно в 620 км к югу от Парижа, в 130 км западнее Тулузы, в 60 км к западу от Оша.
По территории коммуны протекают реки Сен-Пот (фр. Saint-Pot) и Сажет.

## Климат
Климат умеренно-океанический. Лето жаркое и немного дождливое, температура часто превышает 35 °С. Зимой часто бывает отрицательная температура и ночные заморозки. Годовое количество осадков — 700—900 мм.

## Население
Население коммуны на 2010 год составляло 147 человек.
| 1962 | 1968 | 1975 | 1982 | 1990 | 1999 | 2010 |
| ---- | ---- | ---- | ---- | ---- | ---- | ---- |
| 198  | 205  | 151  | 154  | 150  | 139  | 147  |

## Администрация
| Период | Период | Фамилия     | Партия | Примечания |
| ------ | ------ | ----------- | ------ | ---------- |
| 2001   | 2020   | Филипп Дюфо |        |            |

## Экономика
В 2010 году среди 96 человек трудоспособного возраста (15-64 лет) 70 были экономически активными, 26 — неактивными (показатель активности — 72,9 %, в 1999 году было 69,1 %). Из 70 активных жителей работали 63 человека (34 мужчины и 29 женщин), безработных было 7 (3 мужчин и 4 женщины). Среди 26 неактивных 7 человек были учениками или студентами, 10 — пенсионерами, 9 были неактивными по другим причинам.

## Достопримечательности
- Церковь Св. Варфоломея (1865 год)